# Селу
Селу (фр. Celoux) насеље је и општина у централној Француској у региону Оверња, у департману Кантал која припада префектури Сен Флур.
По подацима из 2011. године у општини је живело 74 становника, а густина насељености је износила 7,69 становника/km². Општина се простире на површини од 9,62 km². Налази се на средњој надморској висини од 900 метара (максималној 1.122 m, а минималној 919 m).

## Демографија
| 1962. | 1968. | 1975. | 1982. | 1990. | 1999. | 2011. |
| ----- | ----- | ----- | ----- | ----- | ----- | ----- |
| 149   | 153   | 136   | 110   | 103   | 89    | 74    |

График промене броја становника у току последњих година